# The Winning Team
Pour plus de détails, voir Fiche technique et Distribution.
The Winning Team est un film américain réalisé par Lewis Seiler, sorti en 1952.

## Fiche technique
- Titre original : The Winning Team
- Réalisation : Lewis Seiler
- Scénario : Ted Sherdeman, Seeleg Lester et Merwin Gerard d'après une histoire de Seeleg Lester et Merwin Gerard
- Direction artistique : Douglas Bacon
- Décorateur de plateau : William L. Kuehl
- Costumes : Leah Rhodes
- Photographie : Sidney Hickox
- Montage : Alan Crosland Jr.
- Musique : David Buttolph
- Production : Bryan Foy
- Société de production et de distribution : Warner Bros. Pictures
- Pays de production :  États-Unis
- Langue : anglais
- Format : Noir et blanc - 35 mm - 1,37:1 - Son : Mono (RCA Sound System)
- Genre : Drame/Film biographique
- Durée : 98 minutes
- Date de sortie : 
  - États-Unis : 20 juin 1952 (New York)

## Distribution
- Doris Day : Aimee Alexander
- Ronald Reagan : Grover Cleveland Alexander
- Frank Lovejoy : Rogers Hornsby
- Eve Miller : Margaret Killefer
- James Millican : Bill Killefer
- Russ Tamblyn : Willie Alexander
- Gordon Jones : George Glasheen
- Hugh Sanders : Joe McCarthy
- Frank Ferguson : Sam Arrants
- Walter Baldwin : Pa Alexander
- Dorothy Adams : Ma Alexander
- Bob Lemon : Jesse 'Pop' Haines
- Jerry Priddy : joueur de baseball
- Peanuts Lowery : joueur de baseball
- George Metkovich : joueur de baseball

## Autour du film
- Le scénario s'inspire de la vie de Grover Cleveland Alexander, joueur de baseball américain.